# Dècada del 1580 aC
La dècada de 1580 aC va ser una dècada que va durar des de l'1 de gener de 1589 aC fins al 31 de desembre de 1580 aC.

## Esdeveniments
- Els egipcis van inventar un nou i millor calendari. Es basa tant en la lluna com en les estrelles. Van observar l'aparició anual de l'estrella més brillant del cel, Sirius. Aquest calendari estava més avançat que el calendari babilònic.
- El rei dels cassites de Babilònia Tiptakzi, es succeït pel seu nebot Agum II, que porta el títol de rei d'Alman (moderna Kholwan al naixement del Diyala), de Padan (al nord-est de Babilònia), dels Gutis (Gutium, modern Kurdistan), de Sumèria, d'Accàdia i de Babilònia (tot i que no dominava Babilònia). Entrarà finalment a Babilònia i el regne original de Khana passarà a ser una dependència.
- Dinastia del País de la Mar a la costa del Golf Pèrsic.

## Personatges
- Erishum III, rei d'Assíria, 1598 –1586 aC (data tradicional), o ca. 1580–1567 aC (datació més recent)[1]
- Acteu, rei d'Atenes, primer rei d'Atenes segons la Crònica Pariana, succeït al tron per Cècrops I.